# Pseudosaproecius falcatus
Pseudosaproecius falcatus är en skalbaggsart som beskrevs av Branco 1995. Pseudosaproecius falcatus ingår i släktet Pseudosaproecius och familjen bladhorningar. Inga underarter finns listade i Catalogue of Life.